# Grand Prix Německa 2003

Grand Prix Německa 2003 (Großer Mobil 1 Preis von Deutschland) se jako 709. Grand Prix seriálu Mistrovství světa Formule 1 jela na okruhu Hockenheimring 3. srpna 2003. Závod měl 67 kol o délce 4,574 km, jezdci celkem ujeli 306,458 kilometrů.
Vítězem se stal Juan Pablo Montoya ze stáje Williams-BMW.

## Výsledky
| Pozice | Jezdec                | Vůz              | Čas                    |
| ------ | --------------------- | ---------------- | ---------------------- |
| 1      | Juan Pablo Montoya    | Williams-BMW     | 1:28:48.769            |
| 2      | David Coulthard       | McLaren-Mercedes | +1:05.459              |
| 3      | Jarno Trulli          | Renault          | +1:09.060              |
| 4      | Fernando Alonso       | Renault          | +1:09.344              |
| 5      | Olivier Panis         | Toyota           | +1 kolo                |
| 6      | Cristiano da Matta    | Toyota           | +1 kolo                |
| 7      | Michael Schumacher    | Ferrari          | +1 kolo                |
| 8      | Jenson Button         | BAR-Honda        | +1 kolo                |
| 9      | Jacques Villeneuve    | BAR-Honda        | +2 kola                |
| 10     | Nick Heidfeld         | Sauber-Petronas  | +2 kola                |
| 11     | Mark Webber           | Jaguar-Cosworth  | Nehoda                 |
| 12     | Nicolas Kiesa         | Minardi-Cosworth | +5 kola                |
| 13     | Giancarlo Fisichella  | Jordan-Ford      | Engine                 |
| Kolo   | Odstoupili            | -                | -                      |
| 23     | Jos Verstappen        | Minardi-Cosworth | Hydraulika             |
| 6      | Justin Wilson         | Jaguar-Cosworth  | Převodovka             |
| 1      | Ralf Schumacher       | Williams-BMW     | Vůz po nehodě poškozen |
| 1      | Heinz-Harald Frentzen | Sauber-Petronas  | Vůz po nehodě poškozen |
| 0      | Rubens Barrichello    | Ferrari          | Nehoda                 |
| 0      | Kimi Räikkönen        | McLaren-Mercedes | Nehoda                 |
| 0      | Ralph Firman          | Jordan-Ford      | Nehoda                 |

## Nejrychlejší kolo
- Juan Pablo Montoya, Williams-BMW, 1:14.917

## Celkové pořadí po závodě

### Jezdci
- 1. Michael Schumacher - 71
- 2. Juan Pablo Montoya - 65
- 3. Kimi Räikkönen - 62
- 4. Ralf Schumacher - 53
- 5. Rubens Barrichello - 49
- 6. Fernando Alonso - 44
- 7. David Coulthard - 41
- 8. Jarno Trulli - 22

### Týmy
- 1. Ferrari - 120
- 2. Williams-BMW - 118
- 3. McLaren-Mercedes - 103
- 4. Renault - 66